# جان إل. هوفمان
جان إل. هوفمان (بالإنجليزية: Jean L. Hoffman)‏ هي لاعبة شطرنج أمريكية، ولدت في 1980.